# .free
.free je dnes již zaniklý projekt taktéž zaniklého českého startupu dotFree Group s.r.o. 
Na rozdíl od ostatních domén, měla tato doména být v omezeném počtu zdarma pro každého člověka na světě.
Domény .free již není možné registrovat.

## Omezení
Jeden člověk měl mít možnost registrovat si jen jednu doménu zdarma. Pokud by chtěl uživatel mít více domén .free, měl si muset pořídit VIP účet a zaplatit za každých 5 domén určený poplatek. Maximum však mělo být 50 domén na jeden VIP účet.